# Amblytropis setosa
Amblytropis setosa är en bladmossart som beskrevs av Brotherus 1907. Amblytropis setosa ingår i släktet Amblytropis och familjen Daltoniaceae. Inga underarter finns listade i Catalogue of Life.